# Đồng điếu

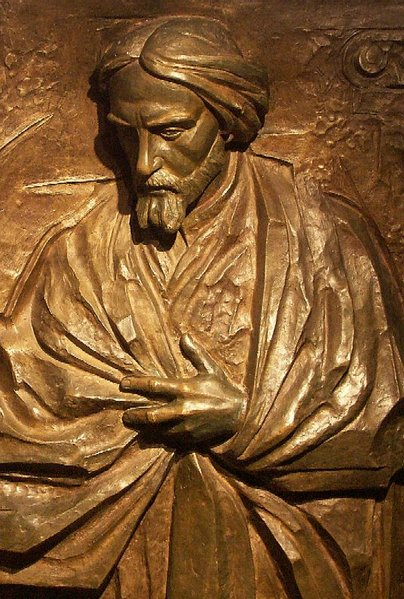
Một tác phẩm nghệ thuật làm từ đồng điếu

Đồng điếu, hay có tài liệu gọi là đồng đỏ, đồng vàng, đồng thanh, là một diện rộng các loại hợp kim của đồng, thường với thiếc là chính, đôi khi với một vài nguyên tố khác như phosphor, mangan, nhôm, silic v.v; nhưng tên gọi này không áp dụng cho hợp kim của đồng với kẽm trong vai trò của chất tạo hợp kim chủ yếu do nó được gọi là đồng thau và của đồng với nickel do nó được gọi là đồng nickel hay nickel bạc (xem bảng bên dưới).
Từ điển bách khoa Việt Nam định nghĩa: 
ĐỒNG ĐIẾU:. (A. bronze; Ph. bronze; cg. đồng đỏ, đồng thanh), hợp kim của đồng (Cu) với thiếc (Sn), có thể lẫn nhôm (Al), beryli (Be), chì (Pb),...
Vật liệu này có độ bền cao và chịu được uốn, cắt. Chúng được ứng dụng trong khá nhiều lĩnh vực khác nhau. Chúng xuất hiện rất sớm và có liên hệ với một thời kỳ lịch sử của loài người - Thời kỳ đồ đồng. Đồng điếu là hợp kim cổ nhất mà loài người từng chế tạo ra, những đồ vật đầu tiên được làm bằng hợp kim này đã có từ 3000 năm trước Công nguyên.
Có một số từ điển dùng tên đồng thanh để chỉ hợp kim này. "Đồng thanh" xuất phát từ "thanh đồng" (青铜), tên gọi của đồng điếu trong tiếng Trung với nghĩa "đồng màu xanh", vì người Trung Quốc nhận thấy loại đồng này nếu để lâu ngày thì có màu xanh (bị gỉ đồng).. Một số từ điển đưa ra tên gọi đồng thiếc cho các dạng hợp kim này. Tên gọi này mang nặng tính kỹ thuật theo như định nghĩa đã nói trên đây, tuy nhiên hiện nay tồn tại một vài dạng đồng điếu không chứa thiếc nên tên gọi đồng thiếc không thể coi là chính xác đối với chúng. 

## Lịch sử
Rất nhiều nền văn minh phát triển rực rỡ cùng với việc tìm ra và ứng dụng đồng điếu và đồng thau trên thế giới. Chúng là một trong những phát minh về hợp kim sớm nhất của nhân loại. Đồng điếu là vật liệu ưu việt hơn hẳn các vật liệu trước đó con người tìm ra, nó được ứng dụng trong các lĩnh vực: dụng cụ, vũ khí, áo giáp, các vật liệu trang trí, mỹ thuật, điêu khắc...

## Các đặc tính
Về mặt kỹ thuật, phụ thuộc vào thành phần hợp kim hóa, các dạng đồng điếu được phân loại thành đồng điếu chứa thiếc là đồng điếu thiếc (hay đồng thiếc) và đồng điếu không chứa thiếc như đồng điếu nhôm, đồng điếu beryli v.v. Tỷ trọng riêng của các loại đồng điếu, phụ thuộc vào chủng loại, nằm trong khoảng 7,5-8 g/cm³, nhiệt độ nóng chảy trong khoảng từ 930 tới 1140 °C.

### Đồng điếu chứa thiếc
Được ứng dụng sớm nhất là đồng điếu chứa thiếc (đồng thiếc). Thiếc có các ảnh hưởng tương tự như kẽm lên các tính chất cơ khí của đồng, nó tăng cao độ bền và độ dẻo. Hợp kim đồng với thiếc đạt được độ bền chống ăn mòn cao và các tính chất chịu mài mòn tốt. Các tính chất này giúp cho đồng thiếc có ứng dụng trong công nghiệp hóa chất để chế tạo các dụng cụ đúc, cũng như trong vai trò của vật liệu chịu mài mòn trong các lĩnh vực khác.
Hợp kim đồng thiếc được gia công khá tốt bằng áp lực và cắt gọt. Độ co ngót của nó rất nhỏ khi đúc, dưới 1%, trong khi độ co ngót của đồng thau và gang là khoảng 1,5% và thép là trên 2%. Vì thế, cho dù có xu hướng về phía thiên tích (sự không đồng nhất khi kết tinh) và độ chảy loãng tương đối không cao, đồng thiếc vẫn được ứng dụng thành công để nhận được các vật đúc có hình thể phức tạp, kể cả các đồ đúc nghệ thuật. Hợp kim đồng thiếc được biết đến và sử dụng từ thời cổ đại. Phần lớn các sản phẩm cổ đại từ đồng điếu chứa 75—90% đồng và khoảng 25—10% thiếc, làm cho bề ngoài của chúng khi mới đúc trông giống như vàng, nhưng chúng khó nóng chảy hơn. Các sản phẩm đồng thiếc cũng không đánh mất vai trò trong thế giới ngày nay.
Các dạng đồng thiếc hợp kim hóa được với kẽm, nickel và phosphor. Kẽm có thể cho vào tới 10%, với mức độ như thế nó gần như không thay đổi các tính chất của đồng thiếc, nhưng làm cho đồng điếu trở nên rẻ tiền hơn. Chì và phosphor làm tăng khả năng chịu mài mòn của đồng điếu và khả năng gia công bằng cắt gọt.

### Đồng điếu không thiếc
Do giá thành cao của thiếc nên người ta đã tìm các chất thay thế cho đồng thiếc. Các loại đồng điếu mới này chứa ít thiếc hơn so với đồng điếu trước kia đã sử dụng hoặc hoàn toàn không chứa thiếc.
Ngày nay, tồn tại một loạt các loại đồng điếu không chứa thiếc. Chúng là hợp kim kép hay nhiều thành phần của đồng với nhôm, mangan, sắt, chì, nickel, beryli, silic v.v. Độ co ngót của các loại hợp kim này đều cao hơn của đồng thiếc. Tuy nhiên, theo một vài tính chất khác thì đồng điếu không thiếc lại ưu việt hơn đồng thiếc. Đồng điếu nhôm, silic và đặc biệt là đồng điếu beryli có tính chất cơ khí tốt hơn, đồng điếu nhôm tốt hơn theo độ chống ăn mòn, còn đồng điếu silic tốt hơn về độ chảy loãng.
Ngoài ra, độ bền của đồng điếu nhôm và beryli có thể gia tăng bằng gia công nhiệt.
Cũng cần phải đề cập tới các hợp kim của đồng với phosphor. Chúng không thể phục vụ trong vai trò của vật liệu chế tạo cơ khí, vì thế nói chung người ta không gọi nó là đồng điếu. Tuy nhiên, nó là mặt hàng được giao dịch trên thị trường thế giới và phục vụ trong vai trò của hợp kim trung gian để sản xuất nhiều chủng loại đồng điếu có chứa phosphor, cũng như để khử oxy các hợp kim trên cơ sở là nền đồng.

## Phân loại hợp kim đồng
| Họ                          | Nguyên tố tạo hợp kim chủ yếu | Số UNS                       |
| --------------------------- | ----------------------------- | ---------------------------- |
| Các hợp kim đồng, đồng thau | Kẽm (Zn)                      | C1xxxx–C4xxxx, C66400–C69800 |
| Đồng điếu phosphor          | Thiếc (Sn)                    | C5xxxx                       |
| Đồng điếu nhôm              | Nhôm (Al)                     | C60600–C64200                |
| Đồng điếu silic             | Silic (Si)                    | C64700–C66100                |
| Đồng nickel, nickel bạc     | Nickel (Ni)                   | C7xxxx                       |

## Trongca dao Việt Nam
Chuông già đồng điếu, chuông kêu,
Anh già lời nói em xiêu tấm lòng.
Tiếc thay hạt gạo tám xoan,
Thổi nồi đồng điếu lại chan nước cà.